# Caquetaia kraussii
Caquetaia kraussii är en fiskart som först beskrevs av Steindachner, 1878.  Caquetaia kraussii ingår i släktet Caquetaia och familjen Cichlidae. Inga underarter finns listade.